# Chromatida

Replikovaný a kondenzovaný chromozom: patrné jsou dvě sesterské chromatidy spojené v centromeře; (3) krátké raménko (4)dlouhé raménko

Chromatida je jedna ze dvou kopií DNA zreplikovaného chromozomu. Sesterské chromatidy, tedy chromatidy jednoho chromozomu, jsou do anafáze spojeny v centromeře, načež z nich vzniknou samostatné chromozomy. Chromozom má před S fází buněčného cyklu pouze jednu chromatidu a proto tento termín dostává význam až v G2 fázi a hlavně během mitózy a meiózy, kdy dochází ke kondenzaci chromozomu (konkrétně v prometafázi mitózy nebo mezi diplotene a metafází druhého meiotického dělení).